# Eduardo Ainbinder
Eduardo Ainbinder (n.  Buenos Aires; 1968) es un poeta argentino. Participó en la revista 18 Whiskys publicando allí sus primeros poemas. Editó las colecciones de plaquetas de poesía Mickey Mickeranno y Jimmy Jimmereeno. Edita la revista Tupé. Es librero bibliófilo. Sus libros circularon en ediciones de unas pocas decenas de ejemplares hasta la publicación, en 2007, de su obra reunida. Su estética fue definida como de "un lirismo no sentimental" y de un "vanguardismo discreto" por Damián Tabarovsky en la edición de la obra reunida del autor por el sello Interzona.

## Obra
- Nené (1990)
- Larga vigilia teórica de mortales y ratones (1996)
- Carreras tras la fealdad (1997)
- Insecto adulto (1997)
- La comidilla de todos (2001)
- Mi descubridor (2006)
- Con gusano -obra reunida- (2007)